# Lallange
Lallange (en luxembourgeois : Lalleng et en allemand : Lallingen) est un des quartiers de la ville d'Esch-sur-Alzette dans le nord-est de la municipalité, anciennement village.
Lallange était déjà dans la période préindustrielle un petit village ou une collection de maisons se distingue des autres quartiers d'Esch-sur-Alzette, qui n'a émergé que plus tard avec l'industrialisation. Lallange était l'endroit où le moulin à bord a été construit plus tard. Cependant, le développement urbain de Lallange n'a commencé qu'après la Seconde Guerre mondiale, quand Esch-sur-Alzette a continué à se développer en raison du bon développement économique. Dans les années 1950, de nouveaux quartiers ont été créés à Lallange ainsi qu'à Bruch et Raemerech. 
Jusqu'à l'époque moderne, Lallingen appartenait à la seigneurie de Berwart et non à Esch-sur-Alzette.
Un plan d'eau pertinent à Lallange est le Dipbech.

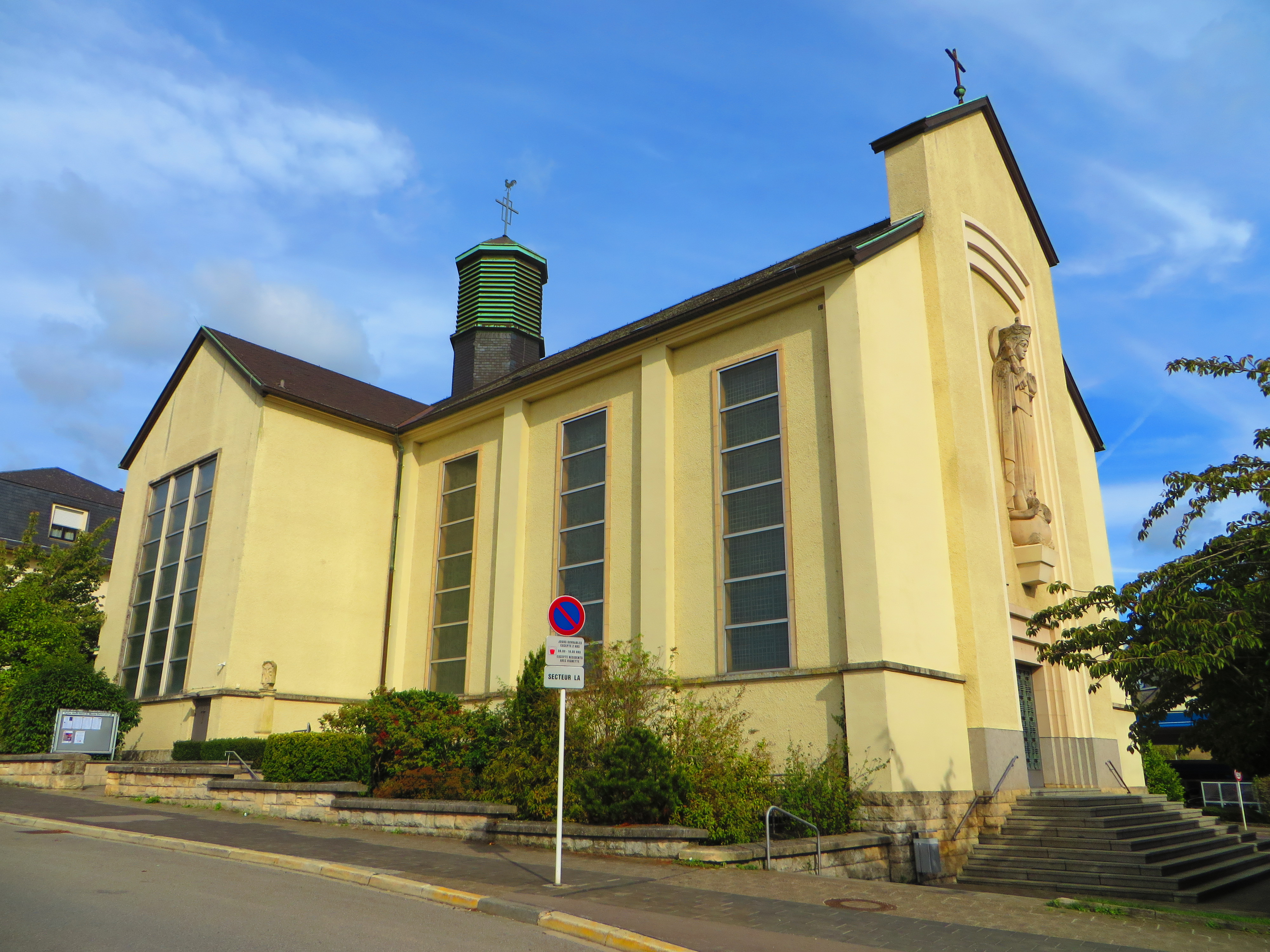
Église Marie-Reine de Lallange